# 明石家さんまのスポーツするぞ!大放送
明石家さんまのスポーツするぞ!大放送（あかしやさんまのスポーツするぞ だいほうそう）は、1993年から1997年にフジテレビ系で放送されていた特別番組であり、明石家さんまの冠番組である。通称「さんスポ」。全部で11回行われたほか、正月特番『大新年会』として2回、『FNSの日』内のコーナーとして放送された。

## 概要
- レギュラー版は当初『金曜ファミリーランド』→『木曜ファミリーランド』枠で放送、廃枠後はしばらく非単発枠で放送し、末期は『金曜メガTV』や『強力!木スペ120分』で放送した。
- 幼少の頃の福原愛やジョン・マッケンロー、当時16歳で全豪オープンに最年少優勝を果たして間もなかったマルチナ・ヒンギスら各界の有名スポーツ選手がゲストとして出演し、司会の明石家さんまら出演者とトークや実際の対戦を繰り広げたスポーツバラエティ。特にさんまと福原の対決では、福原が失敗するとさんまは大人気ない行為を行ったり、自分が成功すると大はしゃぎで喜んでいた為福原が収録中に大泣きをしてしまい、当番組によって福原は「泣き虫愛ちゃん」として有名になった。また、往年のスターであった天地真理が運動音痴キャラとして再ブレークした番組でもある。
- 1995年の『FNSの日 1億2500万人の超夢列島 そのうち何とか23時間』では、当番組の名物企画「オールスターフリースロー選手権」を開催。好評につき、翌1996年の『FNSの日十周年記念1億2500万人の超夢リンピック』と翌々年の1997年の『疾風怒涛!FNSの日スーパースペシャルXI 真夏の27時間ぶっ通しカーニバル〜REBORN』では系列局対抗の「全国フリースロー選手権大会」を実施した。

## 放送日時
| 回  | タイトル                                                         | 放送年月日     | 放送時間（JST）                                                                      | 放送枠                                                                               |
| --- | ---------------------------------------------------------------- | -------------- | ------------------------------------------------------------------------------------ | ------------------------------------------------------------------------------------ |
| 1   | さんまの第1回オールスタースポーツするぞ!大放送                   | 1993年8月14日  | 土曜20:00 - 20:54                                                                    | 臨時単発番組枠                                                                       |
| 2   | さんまの第2回オールスタースポーツするぞ!大放送                   | 1993年12月10日 | 金曜19:30 - 20:54                                                                    | 金曜ファミリーランド                                                                 |
| 3   | さんまの第3回オールスタースポーツするぞ!大放送                   | 1994年4月8日   | 金曜19:00 - 20:54                                                                    | 金曜ファミリーランド                                                                 |
| 4   | さんまの第4回オールスタースポーツするぞ!大放送                   | 1994年9月19日  | 月曜19:00 - 20:54                                                                    | （なし）                                                                             |
| 5   | さんまの第5回オールスタースポーツするぞ!大放送                   | 1994年12月8日  | 木曜19:00 - 20:54                                                                    | 木曜ファミリーランド                                                                 |
| 6   | さんまの第6回オールスタースポーツするぞ!大放送                   | 1995年3月30日  | 木曜19:00 - 20:54                                                                    | 木曜ファミリーランド                                                                 |
| SP1 | さんまのオールスタースポーツするぞ!大放送                        | 1995年7月16日  | （『FNSの日 1億2500万人の超夢列島～そのうちなんとか…23時間』内で放送）               | （『FNSの日 1億2500万人の超夢列島～そのうちなんとか…23時間』内で放送）               |
| 7   | さんまの第7回オールスタースポーツするぞ!大放送                   | 1995年10月13日 | 金曜19:00 - 20:54                                                                    | （なし）                                                                             |
| SP2 | さんまのオールスタースポーツするぞ!今年もよろしく大新年会        | 1996年1月6日   | 土曜18:30 - 20:54                                                                    | （なし）                                                                             |
| 8   | さんまの第8回オールスタースポーツするぞ!大放送                   | 1996年3月28日  | 木曜19:00 - 20:54                                                                    | （なし）                                                                             |
| SP3 | さんまのオールスタースポーツするぞ!大放送                        | 1996年7月14日  | （『FNSの日十周年記念1億2500万人の超夢リンピック』内で放送）                         | （『FNSの日十周年記念1億2500万人の超夢リンピック』内で放送）                         |
| 9   | さんまの第9回オールスタースポーツするぞ!大放送                   | 1996年10月2日  | 水曜19:00 - 20:54                                                                    | （なし）                                                                             |
| SP4 | さんまのオールスタースポーツするぞ!今年もよろしく大新年会パート2 | 1997年1月3日   | 金曜18:30 - 20:54                                                                    | 金曜メガTV                                                                           |
| 10  | さんまの第10回オールスタースポーツするぞ!大放送                  | 1997年3月28日  | 金曜19:00 - 20:54                                                                    | 金曜メガTV                                                                           |
| SP5 | さんまのオールスタースポーツするぞ!大放送                        | 1997年7月27日  | （『FNSの日スーパースペシャルXI真夏の27時間ぶっ通しカーニバル 〜REBORN〜』内で放送） | （『FNSの日スーパースペシャルXI真夏の27時間ぶっ通しカーニバル 〜REBORN〜』内で放送） |
| 11  | さんまの第11回オールスタースポーツするぞ!大放送                  | 1997年12月4日  | 木曜19:00 - 20:54                                                                    | 強力!木スペ120分                                                                     |

## 出演者
- 明石家さんま
- 八木亜希子（当時フジテレビアナウンサー）
- 今田耕司
- 東野幸治
- ナインティナイン
- 天地真理
- マイケル富岡
- ランディ・バース
- 森末慎二
- フローレンス・ジョイナー ほか

## オールスターフリースロー選手権
- フリースローとは本来、バスケットボールで相手が反則を犯した時に行われるシュートの事。そのフリースローを大会にしようと、「明石家さんまのスポーツするぞ!」では、毎回フリースロー選手権を実施。
- 基本的なルールは1人5投して、合計得点数（1～4投目は、1投成功につき1点獲得。5投目は成功なら2点獲得。末期は更に、任意で3ポイントラインから投げて、成功出来れば3点獲得。）を競った。全員終了時にトップが複数いた時にはプレーオフで勝敗を決める。

## スタッフ
- 構成：大田一水 / 畔柳吉朗、小笠原英樹、野村安史、近沢浩和
- 技術：岩沢忠夫
- カメラ：花島和弘
- VE：谷古宇利勝
- 音声：松本政利
- 照明：八木原伸治
- 音響効果：川端智之・古屋暢（共に4-Legs）
- 編集：瓜田利昭（IMAGICA → D-Craft）、真壁一郎（IMAGICA）
- MA：円城寺暁（IMAGICA）
- タイムキーパー：石井成子
- 美術制作：北林福夫
- デザイン：石森慎司
- 美術進行：野口陽介
- 大道具：坂井稔
- ロケ美術：佐藤信広
- 電飾：森智
- アートフレーム：江尻正
- アクリル装飾：熊谷好恵
- 衣裳：土田清
- メイク：海老原直子
- 題字：花粉圓蔵
- 技術協力：ニユーテレス
- ロケ技術：共同テレビ、池田屋
- 美術協力：フジアール
- 協力：MIZUNO ほか
- 広報：赤間裕美
- 制作進行：高橋郁男（BEE BRAIN）
- ディレクター：落合仁・中村肇・須藤勝（ともにBEE BRAIN）、吉田一浩
- 演出：水口昌彦、小杉雅博、小須田和彦
- プロデューサー：小西康弘 → 水口昌彦、西敏也（BEE BRAIN）
- 制作協力：BEE BRAIN
- 制作：フジテレビ第二制作部
- 制作著作：フジテレビ